# Converter
Converter è un processo per il trattamento e la sterilizzazione dei rifiuti infettivi o potenzialmente tali.
Durante questo tipo di trattamento, il rifiuto viene completamente distrutto, reso irriconoscibile, asciutto, con una granulometria inferiore ai 3 mm e privo di odori. Dal punto di vista dell'aspetto, questo nuovo materiale, completamente diverso dal rifiuto di partenza e privato delle sue caratteristiche iniziali, è assimilabile al rifiuto solido urbano (RSU) e può essere utilizzato per produrre energia.

## Il processo

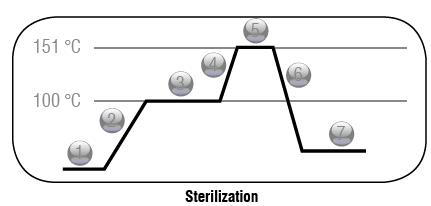
Schema del processo.

1. Caricamento dei rifiuti: i rifiuti sono caricati all'interno della cella di sterilizzazione (manualmente o per mezzo del caricatore automatico) nella loro confezione originale, sacchi o scatole di plastica o cartone, e il coperchio viene poi chiuso.
2. Triturazione: il rotore comincia a girare sempre più velocemente fino a che il materiale non diventa finemente triturato e la temperatura raggiunge 100 °C.
3. Evaporazione: il calore generato dall'attrito del materiale causa l'evaporazione dell'umidità presente nel rifiuto e la temperatura rimane stabile a 100 °C.
4. Surriscaldamento: una volta che tutta l'umidità è stata eliminata, il calore generato fa salire la temperatura del materiale fino a 151 °C.
5. Sterilizzazione: la temperatura del materiale è mantenuta a 151 °C p r tre minuti attraverso il dosaggio di acqua regolato dal termometro ad infrarossi. L'acqua, entrando in contatto con il materiale, evapora diventando rapidamente vapore. Non appena l'acqua diventa vapore viene immediatamente sostituita. In sostanza, durante questa fase, il dosaggio dell'acqua è controllato in modo tale da bilanciare perfettamente il calore prodotto dal materiale per attrito. Ciò consente di mantenere il materiale umido alle alte temperature.
6. Raffreddamento: la velocità del rotore decresce e conseguentemente anche la generazione di calore, mentre viene spruzzata dell'acqua per abbassare la temperatura fino a 100 °C. Successivamente, attraverso una pompa a vuoto, la temperatura viene fatta scendere in modo adiabatico fino al raggiungimento della temperatura ambiente. Durante questa fase, il calore assorbito per evaporazione dell'acqua supera quello generato dal rotore e pertanto la temperatura scende.
7. Scarico: il materiale trattato è scaricato dalla forza centrifuga attraverso una valvola di scarico servo-azionata posizionata al fondo della cella di trattamento. Una volta che il materiale è stato completamente scaricato, il rotore si arresta.

## Sterility Assurance Level
Dal momento in cui l'inattivazione dei microrganismi è regolata da una legge che è funzione del tempo, significa che è possibile arrivare allo zero reale solo con un tempo infinito e quindi abbiamo inevitabilmente un fattore probabilistico che ci dice come il rischio si sopravvivenza microbica decresce col prolungamento della durata del trattamento, senza diventare in ogni caso mai completamente nullo. Il termine "sterile" che nel linguaggio comune è inteso come "si" o "no" deve essere considerato pertanto in termini di probabilità. Questo concetto è alla base della definizione di "Livello di garanzia della sterilità" (SAL - Sterility Assurance Level). Per esempio un SAL = 10^-6 significa che, anche applicando un metodo normalmente considerato efficiente, non possiamo escludere la possibilità teorica che rimanga vivo un organismo su un milione di trattamenti effettuati. In sostanza, il valore del SAL indica il livello di sicurezza richiesto per un processo di sterilizzazione. Il processo deve dunque essere concepito in modo tale da eliminare il valore della popolazione microbica iniziale, misurato o stimato, moltiplicato per il fattore di sicurezza corrispondente al livello del SAL.
Il processo Converter è stato ideato per soddisfare le norme più severe, prendendo come riferimento quelle richiedenti un processo di sterilizzazione atto a garantire un abbattimento della carica microbica convenzionalmente fissata a N = 1012 u.f.c. (unità formanti colonia) per ogni carico di sterilizzazione, con un SAL non inferiore a 10^-6 (Italia, norme UNI 10384/1994, legge DPR 254/2003).
In generale, sono anche richieste la triturazione e la disidratazione, con l'obiettivo di rendere irriconoscibile la composizione del rifiuto e rendere più efficace il trattamento, così come la riduzione di peso e di volume. Prese queste norme come riferimento, è necessario che il processo possa garantire un abbattimento non inferiore a 10^18, in altre parole 18 logaritmi.

## Il prodotto finale
Il materiale trattato ha un volume cinque volte inferiore rispetto al volume iniziale e un minimo tasso di umidità, praticamente nullo. Questo comporta una riduzione media di peso del 30% (il valore corrisponde al tasso di umidità del rifiuto iniziale) e, come conseguenza della disidratazione, il materiale finale ha un alto potere calorifico grazie alla sua composizione di cellulosa e plastica poliolefinica. Il processo permette di ottenere, oltre ad una triturazione fine del rifiuto, anche la polverizzazione delle parti in vetro, il rammollimento delle parti in plastica e l'eliminazione totale dei liquidi, elementi che contribuiscono alla riduzione di peso e di volume.
Il prodotto finale è asciutto, privo di parti riconoscibili, privo di odori, stabile nel tempo e può essere maneggiato e conservato senza rischi o problemi.